# Bombus bellicosus
Bombus bellicosus là một loài Hymenoptera trong họ Apidae. Loài này được Smith mô tả khoa học năm 1879.